# Hemmeshøj Sogn
Hemmeshøj Sogn 
ist eine Kirchspielsgemeinde (dän.: Sogn)
auf der Insel Sjælland in Dänemark.
Bis 1970 gehörte sie zur Harde Slagelse Herred im damaligen Sorø Amt, danach zur Korsør Kommune im Vestsjællands Amt, die im Zuge der  Kommunalreform zum 1. Januar 2007 in der Slagelse Kommune in der Region Sjælland aufgegangen ist.
Im Kirchspiel leben 434 Einwohner (Stand: 1. Januar 2023).
Im Kirchspiel liegt die Kirche „Hemmeshøj Kirke“.
Nachbargemeinden sind im Nordosten  Sankt Peders Sogn, im Osten Slots Bjergby Sogn, Gerlev Sogn und Lundforlund Sogn, im Südosten Eggeslevmagle Sogn, im Südwesten Boeslunde Sogn und im Westen Vemmelev Sogn.